# ارده
ارده هي إحدى القرى اللبنانية من قرى قضاء زغرتا في محافظة الشمال.

## التسمية
أصل الاسم سامي مستمد من كلمة «رديا» والتي تعني المجرى والمسيل. أما إذا مانت الهمزة تخفيف للقاف، فتعود لكلمة «قده» والتي تعني شجر الخروع.